# Бей-Пойнт (Каліфорнія)
Бей-Пойнт (англ. Bay Point) — переписна місцевість (CDP) в США, в окрузі Контра-Коста штату Каліфорнія. Населення — 23 896 осіб (2020).

## Географія
Бей-Пойнт розташований за координатами 38°1′58″ пн. ш. 121°57′39″ зх. д. / 38.03278° пн. ш. 121.96083° зх. д. (38.032742, -121.960958).  За даними Бюро перепису населення США в 2010 році переписна місцевість мала площу 19,09 км², з яких 16,97 км² — суходіл та 2,12 км² — водойми.

## Демографія
Згідно з переписом 2010 року, у переписній місцевості мешкало 21 349 осіб у 6224 домогосподарствах у складі 4853 родин. Густота населення становила 1118 осіб/км².  Було 6762 помешкання (354/км²).
Расовий склад населення:
| - 41,4 % — білих - 11,6 % — чорних або афроамериканців - 9,9 % — азіатів - 1,1 % — корінних американців - 0,7 % — вихідців з тихоокеанських островів - 28,8 % — осіб інших рас |

До двох чи більше рас належало 6,5 %. Частка іспаномовних становила 54,9 % від усіх жителів.
За віковим діапазоном населення розподілялося таким чином: 30,5 % — особи молодші 18 років, 63,0 % — особи у віці 18—64 років, 6,5 % — особи у віці 65 років та старші. Медіана віку мешканця становила 30,1 року. На 100 осіб жіночої статі у переписній місцевості припадало 99,7 чоловіків;  на 100 жінок у віці від 18 років та старших — 97,3 чоловіків також старших 18 років.
Середній дохід на одне домашнє господарство  становив 56 704 долари США (медіана — 44 745), а середній дохід на одну сім'ю — 59 336 доларів (медіана — 45 625). Медіана доходів становила 40 946 доларів для чоловіків та 32 377 доларів для жінок. За межею бідності перебувало 25,1 % осіб, у тому числі 35,8 % дітей у віці до 18 років та 10,4 % осіб у віці 65 років та старших.
Цивільне працевлаштоване населення становило 9691 осіб. Основні галузі зайнятості: науковці, спеціалісти, менеджери — 17,6 %, освіта, охорона здоров'я та соціальна допомога — 14,7 %, роздрібна торгівля — 12,9 %.